# Hendrik Valk
Hendrik Jacobus Valk (Zoeterwoude, 12 januari 1897 - Arnhem, 3 september 1986) was een Nederlands kunstschilder. In stijl en interesses bestaan er overeenkomsten tussen Valk en de leden van kunstenaarsgroep De Stijl waarvan Theo van Doesburg de oprichter was, maar hij weigerde om zich bij de groep aan te sluiten. Naast zijn schilderwerk was hij ook jarenlang een gewaardeerd docent aan de ArtEZ hogeschool in Arnhem.
Hij signeerde zijn werk ook met de namen Jan van Spar, Jan Spar en Jan van Breem.

## Biografie
Hendrik Valk werd in 1897 in Zoeterwoude geboren. In 1916 behaalt hij zijn M.O.- Hand en Rechtlijnig Tekenen aan de Koninklijke Academie van Beeldende Kunsten in Den Haag. In ditzelfde jaar gaat hij aan de slag als tekenleraar en brengt de hele zomer door in een plaggenhut in Stroe waar hij diverse schetsen maakt. Hij woont korte tijd in een boerderij in Wassenaar. Hij timmert daar een woonwagen in elkaar en trekt daarmee naar Groningen, waar zijn broer Willem Valk (beeldhouwer) woont.
Tussen 1917 en 1920 huurt Valk een atelier aan het Posthoflaantje te Leiden. In 1920 biedt Theo van Doesburg hem zijn atelier aan het Galgewater in diezelfde stad aan. Van 1922 tot 1926 woont en werkt hij behalve in Wassenaar afwisselend in Katwijk aan Zee, Marum (Groningen) en Veere.
In 1926 verhuist hij naar Arnhem en gaat daar aan de slag als leraar bij Genootschap Kunstoefening (het huidige ArtEZ), waaraan hij tot 1957 verbonden zal blijven.
In 1928 treedt hij in het huwelijk met Tatjana Kotschergina. Zij krijgen twee kinderen. Tijdens de oorlog woont hij van 1944 tot 1945, als evacué, in Garderen. Na de oorlog keert hij terug naar Arnhem en ontdekt dat veel van zijn werk, tijdens de slag om Arnhem, vernietigd is.
Valk nam enthousiast deel aan het Arnhemse culturele leven, als initiator, criticus en uitvoerder. Met zijn markante persoonlijkheid en talrijke activiteiten was hij merkbaar aanwezig in het culturele leven van het Arnhem uit die tijd
In de jaren zestig maakte hij diverse reizen naar Frankrijk, Zwitserland en Italië om daar te werken. In 1973 krijgt hij een eretentoonstelling in het Arnhems Gemeentemuseum. Tussen 1973 en 1979 exposeert hij in Amsterdam, Leiden, Franeker, Middelburg en Den Haag. In 1986 overlijdt hij in Arnhem.
Valk was naast een begenadigd kunstenaar ook een uitstekend docent. Veel van zijn oud-leerlingen herinneren zich Valk als streng en kritisch, maar vooral als een enthousiast inspirator.
Hij was de leraar van onder anderen Pieter P.M. Barten, Jan Brugge, Hubert Estourgie, Madeleine Geuljans, Kees van Lent, Joop Haffmans, Kees Bastiaans, Emile Puettmann, Ben van Londen en Max Velthuijs.

## Werk
Hendrik Valk was een veelzijdig kunstenaar: aquarellist, edelsmid, illustrator, tekenaar en theatervormgever. Hij schilderde bomen, voorstellingen van figuren, naakten, spotprenten, landschappen en zelfportretten.
Hij behoorde tot de kunstenaars die vasthielden aan de waarneming van de visuele werkelijkheid als uitgangspunt voor hun werk, maar die het realisme afzwoeren. In stijl en interesses bestaan er overeenkomsten tussen Valk en de leden van kunstenaarsgroep De Stijl waarvan Theo van Doesburg de oprichter was. Valk wilde zich echter niet door een ideologie of groep laten sturen. Bovendien kon hij zich niet vinden in de uitsluiting van dieptewerking en perspectief die De Stijl voorstond.
Valk hanteerde eenzelfde abstraheringsmethode als Van Doesburg. Beiden gaan uit van een naturalistische voorstelling, waarna steeds meer details worden weggelaten. Valk heeft echter altijd de visuele werkelijkheid een herkenbare rol laten spelen in zijn schilderijen. In dit opzicht vertoont het werk van Valk ook gelijkenis met dat van Bart van der Leck.
Hetzelfde geldt voor de natuur. Door het accentueren van de kernlijnen blijft de werkelijkheid zichtbaar. Zo schilderde hij het landschap bij Stroe: een vlak landschap met twee bossages. De lucht is getint in diverse kleuren. Of hooimijten, eveneens bij Stroe. Golvende vlakken in groen, met aan de horizon de hooimijten in geel en lila. Of rode bloemen in een vaas, geometrisch weergegeven. Alleen de contouren zijn zichtbaar met zwarte lijnen.

## Inspirator en docent
Valk was van 1926 tot 1957 als docent verbonden aan de middelbare school voor beeldende kunst, nijverheidskunst en bouwkunst van het Arnhemse Teekengenootschap ‘Kunstoefening’ en later aan de Academie voor beeldende kunst, het huidige ArtEZ hogeschool voor de kunsten.
ArtEZ reikte t/m 2016 om de twee jaar de De Hendrik Valk Prijs uit, aan een kunstenaar die in staat is om in lijn met het gedachtegoed van Hendrik Valk een artistiek idee op een zo eenvoudige en origineel mogelijke wijze uit te werken en vorm te geven. De prijs bestond uit een geldbedrag van € 2.000,- en een grafisch werk van Hendrik Valk.

## Openbare- en Particuliere collecties
- Stedelijk Museum De Lakenhal, Leiden.
- Museum Arnhem, Arnhem.
- Frans Hals Museum, Haarlem
- Museum De Wieger, Deurne
- Rijksmuseum Twenthe, Enschede
- Van Gogh Museum, Amsterdam
- N-K-Collectie, Amersfoort